# Front d'Alliberament d'Eritrea

Bandera de l'Eritrea autònoma adoptada pel FLE i utilitzada per les tres faccions

El Front d'Alliberament d'Eritrea o Front d'Alliberació Eritreu (FLE segons l'abreviació en anglès) fou el primer moviment d'independència a Eritrea que buscava la independència d'Eritrea amb relació a Etiòpia que l'havia annexionat; va combatre durant els anys 1961 a 1982 i amb accions puntuals posteriorment.
Durant els últims anys 1950 moviments polítics sense coordinació que buscaven la independència van estar actius mitjançant cèl·lules petites i clandestines. El Moviment d'Alliberació Eritreu fou fundat el 1958 al caire per Hamid Idris Awate. Aviat va quedar neutralitzada i el juliol de 1960, el FLE fou fundat oficialment al Caire per Idris Muhammad Adam i altres intel·lectuals i estudiants eritreus. Era una organització musulmana i nacionalista però no marxista i va rebre suport de Síria i de l'Iraq; com que els cristians urbans s'hi van unir, va esdevenir més radical i anticapitalista i el 1961 Hamid Idris Awate creava l'ala armada del FLE i s'iniciava la lluita armada a favor de la independència. Dirigit per Awate, el FLE entrava en un conflicte violent contra el govern etíop a partir de l'1 de setembre de 1961, utilitzant tàctiques de guerra de guerrilla per a la seva lluita. Encara que el moviment suposava grans problemes al govern etiòpic i a l'exèrcit, també va enfrontar conflictes polítics interns durant els darrers anys 1960. El juny de 1970, Osman Saleh Sabbe, que representava a la Lliga Musulmana dins el FLE, es va escindir i va formar les Forces Populars d'Alliberament, un dels tres grups que van convergir el 1971 per formar el Front Popular d'Alliberament d'Eritrea, un moviment rebel situat més a l'esquerra, que va tenir el congrés fundacional a començaments del 1972. En tres anys el FPLE tenia 10.000 membres armats-
Entre 1972 i 1974 hi va haver conflictes armats entre el FLE i el FPLE al mateix temps que contra els etíops que cada grup combatia separadament; però tot i així els guerrillers representaven un perill seriós. El negus va declarar la llei marcial a Eritrea i hi va enviar la meitat del seu exèrcit; el gener de 1974 les forces etíops foren derrotades principalment pel FPLE. Les lluites entre els dos grups eritreus entre 1972 i 1974 es van cobrar 1.200 vides. L'enfonsament del règim imperial etíop el 1974 va permetre als guerrillers dominar gran part del país però no els grans centres urbans. Els militars etíops van discutir que fer amb el problema i el general Aman, un eritreu, i altres, partidaris d'un acord negociat, van ser eliminats per la facció bolxevic partidària d'una solució militar el novembre de 1974. El 1975 diverses regions estaven en rebel·lió.
El 1976 Osman Saleh va trencar amb el FPLE i va formar el Front d'Alliberació Eritreu-Front Popular d'Alliberament (ELF-PLF), divisió que reflectia rivalitats d'estratègia, personals i ideològiques. La lluita fou intensa a Eritrea entre 1975 i 1980 i les ofensives etíops no van poder desallotjar als guerrillers. Pels anys 1980, el Front Popular d'Alliberament d'Eritrea havia reemplaçat al Front d'Alliberació Eritreu original com el grup rebel principal. El 25 de març de 1982, una part del comandament va intentar una purga i l'organització es va dividir en dues faccions que reclamaven ser la majoritària, el FLE i l'anomenat FLE-Consell Revolucionari. Aquest darrer es considerava centrista i considerava dretà al FLE. Aquestes lluites van acabar de liquidar la ja decadent capacitat operativa del FLE i van deixar el camí obert al FPLE.
Quan Eritrea va aconseguir la independència (de facto 1991, oficialitzada el 1993), el Front Popular d'Alliberament d'Eritrea va esdevenir (1994) el Front Popular per la Democràcia i la Justícia, al que es van integrar antics membres del FLE mentre la resta es convertia en un petit grup de rebels a les fronteres del Sudan. El FLE va tenir una reunió el 1995 a Gondar, Etiòpia que va mostrar les diferències de punts de vista entre els fundadors de l'organització (Ahmed Mohammed Nasser, Hiruy Tadla Bayru) i els nous líders (Siyoum Ogbamichael, Hussein Kelifah i Weldeyesus Ammar).
Les tres faccions del FLE són membres de l'aliança de l'oposició eritrea, l'Aliança Nacional Eritrea.